# Oliver Estavillo

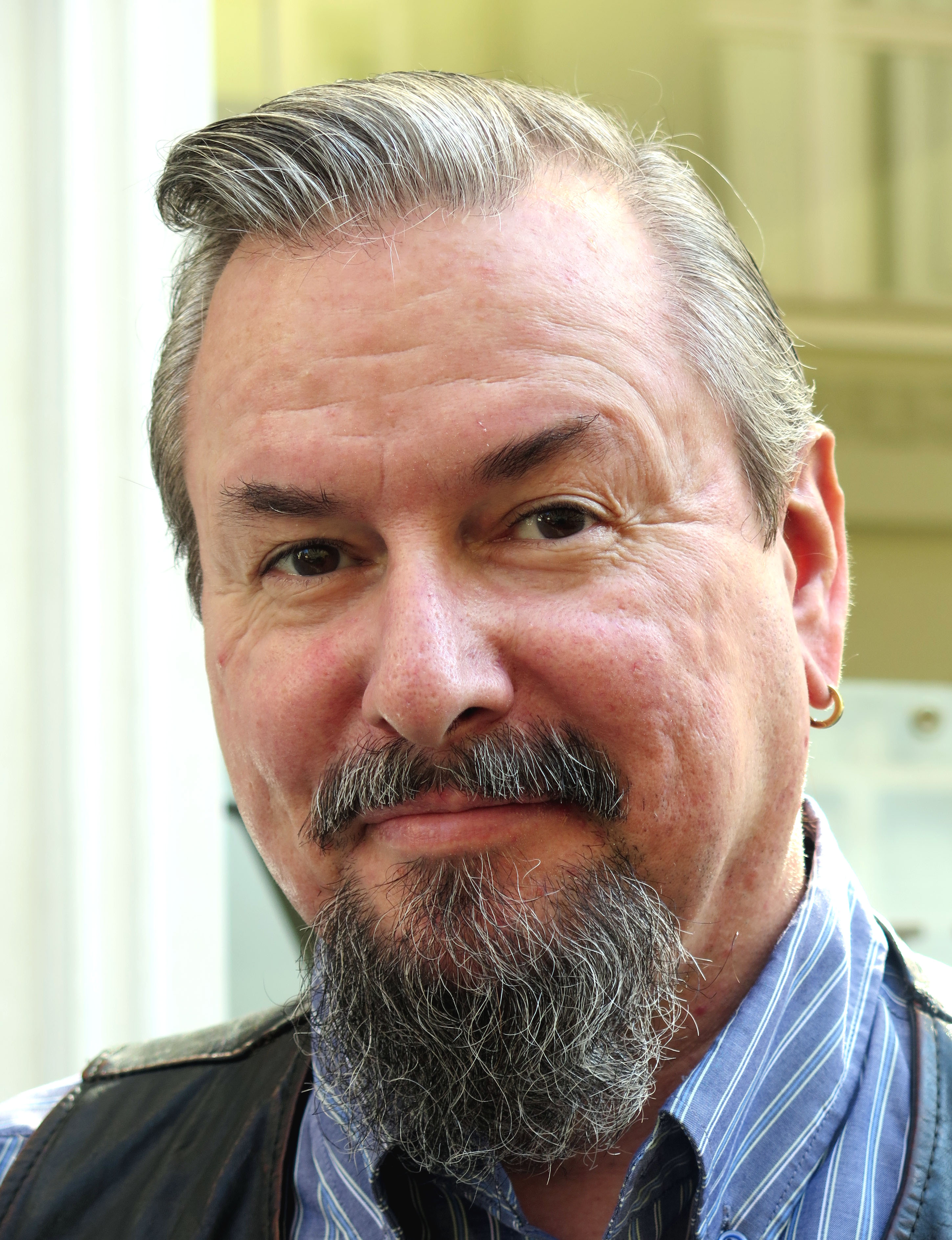
Oliver Estavillo, August 2016

Oliver Estavillo (* 6. Februar 1964 in Fulda) ist ein deutsch-amerikanischer Maler, der in seinen Arbeiten überwiegend gesellschaftskritische Themen aufgreift.

## Leben
Oliver Estavillo wurde 1964 als Sohn eines US-Amerikaners und einer deutschen Mutter in Fulda geboren. Seit 1986 lebt und arbeitet Oliver Estavillo in München, seit 2006 ausschließlich als freischaffender Künstler. Im August 2017 übersiedelte Oliver Estavillo zurück in seine Heimatstadt Fulda.

## Stil
Oliver Estavillo zeigt in seinen meist großformatigen, in technisch sehr aufwändiger, detailreicher Ölmalerei gestalteten Tableaus die Stumpfheit, Gemeinheit und grenzenlose Gier seiner zügellosen Zeitgenossen. Seine Arbeiten verbinden Realistik, Phantastik, Zeit- und Gesellschaftskritik und auch satirische und comicartige Elemente.

## Rezeption
„Diese Bilder wollen nicht nur extrem sein, sondern auch perfekt: kühl trotz ihrer Aggression, sensibel hinter ihrer Grellheit, penibel in ihrem Fanatismus … Oliver Estavillo geht einen sehr eigenen Weg.“

„Zahlreiche Ausstellungen in seiner neuen Heimatstadt haben ihn als unerschrockenen, oft hemmungslosen Chronisten menschlicher Infamie und gesellschaftlicher Heuchelei einem hingerissenen Publikum präsentiert.“

„Der Stil Oliver Estavillos ist unverwechselbar, eigenständig und individuell. So gelingt es ihm, ein originäres, kohärentes Werk zu schaffen, das er unbeirrt, konsequent und stetig erweitert zu einer umfassenden Comédie humaine unserer Zeit.“

## Ausstellungen
Einzelausstellungen
- 2025 Galerie Kunst im Kutscherhaus, Fulda: Estavillo trifft HR Giger
- 2023 Galerie Gustav von Hirschheydt, Berlin: Zartbitter
- 2023 Kunstverein Familie Montez, Frankfurt a. Main: Dark Eden[1]
- 2022 Galerie & Kabinett, Fulda: Gefährlicher Frühling[2]
- 2020 Vonderau-Museum, Fulda: Oliver Estavillo - Die Retrospektive[3]
- 2018 Galerie & Kabinett, Fulda: VANITAS
- 2018 Geistliches und kulturelles Zentrum, Museum Kloster Kamp, Lintfort: Oliver Estavillo - BLICKFEST - Gemälde zur Lage
- 2018 Kulturkreis Sulzfeld, Sulzfeld (Baden): Pandämonium :: Malerei
- 2017 Rosenhang-Museum, Weilburg: Estavillo - höchstpersönlich
- 2017 Galerie Kunstbehandlung, München: Und tschüss!
- 2017 Bunsen-Goetz-Galerie, Nürnberg: Hautevolee voilà
- 2017 Kunsthaus R3, Ansbach: In bester Gesellschaft
- 2016 Galerie Blond & Blond Contemporary, Berlin: oh ! Predator
- 2014 Hay Hill Gallery, London: Comédie Humaine
- 2013 Vonderau-Museum, Fulda: Hai-Society mit Katalog
- 2011 Galerie Kunstbehandlung, München: Director’s Cut
- 2011 Galerie Von Maltzahn Fine Arts, München: Opera
- 2009 Galerie Von Maltzahn Fine Arts, München: Ego-Shooter
- 2008 Galerie Kunstbehandlung, München: Es ist hingerichtet!
- 2005 Galerie Exit Art, Köln: Bildersturm
- 2003 Galerie Kunstbehandlung, München: Estavillo – Werkschau
- 2003 Galerie Goldfish, Berlin: Estavillo goes Berlin
- 2000 Galerie Kunstbehandlung, München: Serial Killer
- 1999 Galerie Kunstbehandlung, München: Gefährliche Blumen
- 1998 Galerie PC-Print, München: Schöne Bilder
- 1996 Galerie Car, München: Estavillo’s Bilder [sic!]
- 1986 Galerie Uhlenspiegel, Fulda: Estavillo

Gruppenausstellungen
- 2025 Vonderau Museum, Fulda: A hard rain's a-gonna fall - Ein Lied wird Leinwand
- 2024 Galerie Holger John, Dresden: Winterfest & Sahnetorte
- 2023 Galerie Gustav von Hirschheydt, Berlin: Weihnachtsausstellung
- 2023 Galerie Gustav von Hirschheydt, Berlin: Sommerausstellung
- 2023 Galerie Holger John, Dresden: Jeder Mensch ist ein Künstler
- 2022 Stiftung Starke, Berlin: Weihnachtsausstellung 2022
- 2022 Galerie & Kabinett, Fulda: Falten, Berge & Me(e/h)r
- 2019 Stiftung Starke, Berlin: Weihnachtsausstellung 2019
- 2019 Galerie Holger John, Dresden: Sag mir wo Du stehst – 30 Jahre Mauerfall / Kunst aus Ost & West
- 2019 Galerie Holger John, Dresden: Sorry, YOLO ... man lebt nur einmal!
- 2019 Michaela Helfrich Galerie, Berlin: Charlottenburger Hängung
- 2018 Kunstraum Neureuth, Karlsruhe: Federn gelassen - Der Vogel in der aktuellen Kunst
- 2018 Vonderau Museum, Fulda: I'm Not There - Bob Dylan-Ausstellung
- 2017 Bunsen-Goetz-Galerie, Nürnberg: X+1 Jahre Bunsen-Goetz-Galerie
- 2016 Kunstfestival 48 Stunden Neukölln, Berlin: Gutmann & Estavillo
- 2016 Galerie Kunstbehandlung, München: The Male Figure 7
- 2016 Vonderau Museum, Fulda: .... und am Anfang steht ein Mord. Fulda - Ort von Heiligen
- 2015 Hay Hill Gallery, London: Summer Group Show
- 2015 Galerie Blond & Blond Contemporary, Berlin: Das menschliche Leben beginnt jenseits der Verzweiflung
- 2014 Hay Hill Gallery, London: December group - exhibition
- 2014 Hay Hill Gallery, London: Summer group - exhibition
- 2012 Galerie Kunstbehandlung, München: Am laufenden Band
- 2012 Galerie Kunstbehandlung, München: The Male Figure Nr. 3
- 2011 Galerie Kunstbehandlung, München: 30 × 30  Nr. 9
- 2010 Vonderau-Museum, Fulda: Artist 2010 mit Katalog
- 2007 Galerie Carmen de la Guerra, Madrid: La Miranda Gay mit Katalog
- 2007 Schwules Museum, Berlin: Mein schwules Auge Nr. 3 mit Katalog
- 2006 Galerie Kunstbehandlung, München: 30 × 30 Nr. 2
- 2004 Galerie Kunstbehandlung, München: 30 × 30 Nr. 1
- 2002 Galerie Kunstbehandlung, München: Komm Schatz…